# بالشا (مجارستان)
بالشا (به مجاری: Balsa) یک منطقهٔ مسکونی در مجارستان است که در ناحیه ایبرانی واقع شده‌است. بالشا ۸۳۸ نفر جمعیت دارد.